# AgustaWestland AW139
AgustaWestland AW139 je dvomotorni višenamjenski helikopter s 15 sjedala kojeg proizvodi talijanska tvrtka AgustaWestland. Izvorno su ga zajedno projektirali i razvili AgustaWestland i Bell Helicopters te se na tržištu pojavio pod nazivom Agusta-Bell AB139 dok je kasnije preimenovan u AW139 kada se Bell Helicopters povukao iz projekta. Na temelju tog helikoptera razvijena je proširena vojna inačica AgustaWestland AW149.

## Dizajn i razvoj
AW139 je konvencionalni dvomotorni transportni helikopter s pet lopatica na glavnom motoru te četiri lopatice na repnom motoru te uvlačivim kotačima.
Helikopter pokreću dva Pratt & Whitney PT6C motora. AW139 ima višenamjensku funkciju a koristi se za potrebe vojske, policije, pružanja hitne medicinske pomoći, operacije traganja i spašavanja, offshore poslove vezane uz pronalazak nafte i plina i dr. Prvi AW139 je poletio 3. veljače 2001. u mjestu Vergiate u Italiji. 24. lipnja 2002. je proizveden prvi helikopter, dok je prvome kupcu isporučen 2003. godine.
Tvrtka AgustaWestland je zaprimila narudžbe za 430 helikoptera AW139 od čega ih je više od 200 dostavljeno do siječnja 2009. Zbog toga je tvrtka 2007. izgradila proizvodni pogon u Philadelphiji.
Model AW139 bio je i kandidat na američkom vojnom natječaju za uvođenje lakog višenamjenskog helikoptera u službu (2004. - 2006.) ali je posao u konačnici dodijeljen helikopteru UH-72A Lakota.
2006. godine na Farnborough Air Showu, AgustaWestland je predstavila model AW149 koji predstavlja višenamjensku jurišnu inačicu AW139.
U lipnju 2010. je najavljeno da će AgustaWestland i ruski proizvođač helikoptera Rosvertol izgraditi tvornicu u moskovskoj regiji Tomilino gdje će od kraja 2011. započeti zajednička proizvodnja AW139.

## Inačice
- AB139 - izvorni model talijanske proizvodnje. Ukupno je proizvedeno 54 helikoptera ove inačice.[2]
- AW139 - inačica s promijenjenom oznakom koja se počela primjenjivati od 55. proizvedenog helikoptera nadalje.[2]
- AW139 (konfiguracija s dugim nosom) - inačica s dugim nosom u koji je smještena avionika izrađena u Italiji i SAD-u.[2]

## Zračne nesreće
- 21. siječnja 2010. - u Almeriji se srušio helikopter koji koristi španjolska služba Sociedad de Salvamento y Seguridad Marítima za potrebe traganja i spašavanja. U nesreći je poginulo troje ljudi.[3]
- 23. veljače 2011. - AW139 južnokorejske obalne straže je nestao kod otoka Jeju-do prilikom čega je poginulo petero osoba.[4][5]

## Korisnici

### Vojni i državni korisnici
- Italija: obalna straža (3 helikoptera su u službi od studenog 2010. + 4 naručena helikoptera) i Guardia di Finanza.
- Australija: Vlada Queenslanda (spasilački helikopter za područje Queenslanda) i Hitna služba u Novom Južnom Walesu (područje Wollongonga i Bankstowna).
- Bugarska: pogranična policija.[6]
- Cipar: ciparske zračne snage su naručile 3 helikoptera za potrebe traženja i spašavanja. Naručena su i 2 helikoptera za potrebe državnih službi.
- Estonija: pogranična policija (est. Piirivalve Lennusalk) koristi tri helikoptera AgustaWestland AW139.
- Indija: Andhra Pradesh i Gujarat.
- Irska: irski zračni korpus koristi šest helikoptera. Prvi helikopter je isporučen 2007. a s modelima AW139 bi se zamijenili postojeći francuski helikopteri Aérospatiale Alouette III.
- Japan: japanska obalna straža i tokijska policija. Obalna straža je krajem 2006. odabrala AW139 helikoptere kao zamjenu za postojeću flotu američkog Bell 212. Naručeno je 24 helikoptera AW139 a njihova isporuka je započela početkom 2008. godine.
- Južna Koreja: južnokorejska obalna straža koristi AW139 koji su dostavljeni 2009.
- Katar: katarske zračne snage su naručile 18 AW139 helikoptera.
- NR Kina: pekinški ured za javnu sigurnost.
- Libanon: libanonske zračne snage koriste jedan AW139 koji je darovao katarski emir šeik Hamad bin Khalifa da služi potrebama libanonskog predsjednika, generala Michela Sulejmana.[7]
- Malezija: malajska pomorska agencija koristi tri helikoptera koji su isporučeni krajem 2010.[8]
- Namibija: namibijska Vlada.
- Nizozemska: nizozemska policija koristi dva AW139 koji su isporučeni 2009.[9]
- Oman: policijske zračne snage.
- Pakistan: 6. zračni eskadron koristi pet helikoptera za hitne slučajeve.
- Panama: nacionalne zračne snage su naručile šest helikoptera za koje se ne zna rok isporuke.
- SAD: vatrogasna postrojba Los Angelesa, državna policija Marylanda[10] i američka pogranična i carinska služba.
- Španjolska: Sociedad de Salvamento y Seguridad Marítima koristi AW139 u ulogama traženja i spašavanja te otkrivanja onečišćenja vode. Do sada je isporučeno 9 helikoptera dok se jedan srušio.
- Trinidad i Tobago: zračne snage koriste helikoptere u misijama traženja i spašavanja, nadzora, provođenja zakona te u rješavanju posljedica katastrofe (npr. potres). Naručeno je 4 helikoptera čija se isporuka očekuje 2010.
- UAE: zračne snage UAE-a.
- Ukrajina: ukrajinska Vlada.
- Hrvatska: policija koristi ovaj helikopter od 2016.godine.

### Civilni korisnici
- Australija: tvrtka HNZCougar Helicopters (kao zračna offshore podrška).
- Danska: tvrtka Bel Air Aviation koristi tri AW139 helikoptera kao zračna offshore podrška na području Sjevernog mora i Finskog zaljeva.[11]
- Estonija: Copterline koristi AW139 za pružanje redovnih letova između Tallinna i Helsinkija.[12]
- Finska: Copterline koristi AW139 kao zamjenu za [Sikorsky S-76].
- Japan: dva helikoptera koristi novinska agencija NHK[13] a jedan Kansai Telecasting Corporation.
- JAR: Fire Blade investments i Anglo Platinuim.
- Kanada: CHC Helicopter, London Air Services,[14] Ontarijska zračna ambulanta (10 helikoptera u narudžbi)[15] te zračno spašavanje hitnih slučajeva u Alberti (2 naručena helikoptera).
- Katar: Gulf Helicopters (transportna uloga).
- NR Kina: transportna tvrtka Sky Shuttle Helicopters (putnički prijevoz između Kine, Hong Konga i Makaa).
- Nizozemska: CHC Netherlands.
- Norveška: Lufttransport.
- Novi Zeland: tvrtka Helicopters New Zealand koja radi za Shell koristi pet AW139 dok su naručena dodatna dva helikoptera.
- Pakistan: Aga Khan fondacija koristi četiri AW139 za humanitarne svrhe u Pakistanu, Kirgistanu i Tadžikistanu.
- Portugal: HeliPortugal (putnički i offshore transport).
- SAD: Era Helicopters, Evergreen Helicopters i PHI Inc.
- Saudijska Arabija: Saudi Aramco koristi 14 helikoptera za offshore i medicinske svrhe.[16]
- Španjolska: Helicsa i Helicópteros del Sureste.
- Švicarska: Swiss Jet i Air Engiadina AG.
- UAE: Abu Dhabi Aviation
- Ujedinjeno Kraljevstvo: CHC Scotia i FB Heliservices (za osposobljavanje stranih pilota za upravljanje AgustaWestland helikopterima u misijama traženja i spašavanja. Osposobljavanje se vrši u RAF-ovoj zračnoj bazi Valley).

## Tehničke karakteristike (AW139 (konfiguracija s dužim nosom))
Izvori podataka: 
Osnovne karakteristike
- posada: 1 ili 2
- kapacitet: 15 putnika
- dužina: 13,77 m
- promjer rotora: 13,8 m (glavni rotor)
- visina: 3,72 m

Letne karakteristike
- najveća brzina: 310 km/h (193 mph)
- dolet: 1.061 km (573 milje)
- brzina penjanja: 10,9 m/sek. (oko 2.140 stopa/min.)
- najveća visina leta: 6.098 m
- motor: 2× Pratt & Whitney Canada PT6C-67C motora

## Vanjske poveznice
- AW139 na web stranici proizvođača
- Karakteristike i fotografije AW139